# 更生保護法人
更生保護法人（こうせいほごほうじん）は、更生保護事業を行うことを目的として、更生保護事業法の定めるところにより設立された更生保護事業法第10条に定義される法人をいう。法人税上では公益法人等のうち、公益の増進に著しく寄与する特定公益増進法人にあたる。
1995年（平成7年）に成立した更生保護事業法により創設された法人格である。同法成立以前は、その前身である更生緊急保護法下で法務大臣の認可を受けて更生保護施設を運営する「更生保護会」があり、同会は当時の民法を根拠とする社団法人・財団法人として法人格を得ていた。これら旧法下の更生保護会が更生保護事業法の施行後に更生保護法人に組織変更している。
更生保護法人は更生保護事業として、宿泊型保護事業、通所・訪問型保護事業、地域連携・助成事業の3種類に大別され、犯罪や非行をした者を更生保護施設に宿泊又は通わせて社会に適応するために必要な生活指導や就労支援などを行ってる。2023年（令和5年）4月1日時点で日本国内に101の更生保護施設があるが、このうち99施設が更生保護法人により運営されている。
更生保護法人が行う事業は収益事業を除いて非課税とされており、また、寄付金控除の対象となる特定公益増進法人に指定されている。